# Miguel Ángel Estrada Cobeña
Miguel Ángel Estrada Cobeña (Madrid, 16 de juny de 1950) és un exjugador de bàsquet espanyol que va jugar a la Lliga Espanyola. Amb 2,07 metres d'altura, jugava en la posició de pivot. És el germà del també jugador professional Gregorio Estrada.
S'inicia en el bàsquet als 15 anys. La temporada 1966-1967 juga en els juvenils del Reial Madrid durant 3 mesos, i també juga al Vallehermoso. L'any següent fitxa per l'Estudiantes, guanyant el campionat juvenil juntament amb companys com Gonzalo Sagi-Vela i el seu germà Gregorio Estrada. Juga durant tres anys en el primer equip de l'Estudiantes, i per a la temporada 1971-1972 fitxa pel Club Joventut de Badalona, on juga 5 anys, coincidint amb jugadors importants com Alfonso Martínez, Enric Margall, Nino Buscató, i amb Josep Lluís com a entrenador. Després de tenir ofertes del Reial Madrid i del FC Barcelona, fitxa pels blaugranes, jugant dos anys amb l'equip culer. Els seus següents equips van ser el Bàsquet Manresa (2 anys) i el Círcol Catòlic (1 any), amb una breu experiència a les Canàries compatibilitzant bàsquet i treball. Va tenir un paper important en la plata de l'Eurobasket de l'any 1973, realitzant una gran actuació contra l'URSS.